# Notiobiella nguyeni
Notiobiella nguyeni is een insect uit de familie van de bruine gaasvliegen (Hemerobiidae), die tot de orde netvleugeligen (Neuroptera) behoort. 
Notiobiella nguyeni is voor het eerst wetenschappelijk beschreven door Makarkin in 1993.